# Monarca bimaculat
El monarca bimaculat (Symposiachrus bimaculatus) és un ocell de la família dels monàrquids (Monarchidae).

## Hàbitat i distribució
Habita els boscos de les illes Moluques, a Morotai, Halmahera, Bacan, Bisa, Obi, Seram, Ambon, Gorong i Watubela.

## Taxonomia
Fins fa poc va estar considerat una subespècie de Symposiachrus trivirgatus. Actualment el Congrés Ornitològic Internacional el classifica com una espècie de ple dret, arran treballs com ara McCullough et al. 2021